# Rzechta (gromada)
Rzechta – dawna gromada, czyli najmniejsza jednostka podziału terytorialnego Polskiej Rzeczypospolitej Ludowej w latach 1954–1972.
Gromady, z gromadzkimi radami narodowymi (GRN) jako organami władzy najniższego stopnia na wsi, funkcjonowały od reformy reorganizującej administrację wiejską przeprowadzonej jesienią 1954 do momentu ich zniesienia z dniem 1 stycznia 1973, tym samym wypierając organizację gminną w latach 1954–1972.
Gromadę Rzechta siedzibą GRN w Rzechcie utworzono – jako jedną z 8759 gromad na obszarze Polski – w powiecie sieradzkim w woj. łódzkim, na mocy uchwały nr 38/54 WRN w Łodzi z dnia 4 października 1954. W skład jednostki weszły obszary dotychczasowych gromad Rzechta, Piaski, Stawiszcze, Grabowiec i Podłężyce (z wyłączeniem wsi Chałupki) ze zniesionej gminy Woźniki, obszar dotychczasowej gromady Polków ze zniesionej gminy Zduńska Wola oraz kolonia Ludwików, Letnisko Męcka Wola i tereny P.K.P. z dotychczasowej gromady Męcka Wola ze zniesionej gminy Korczew w tymże powiecie. Dla gromady ustalono 19 członków gromadzkiej rady narodowej.
1 lipca 1968 gromadę zniesiono, a jej obszar włączono do gromady Woźniki w tymże powiecie.